# Twin Prime Search

Twin Prime Search (TPS) est un projet de calcul distribué fondé le 13 avril 2006 par Michael Kwok, pour la recherche de grands nombres premiers jumeaux (on conjecture qu'il existe une infinité de nombres premiers jumeaux). Il utilise le test de primalité de Lucas-Lehmer-Riesel (en) (LLR) et le programme de criblage NewPGen. Ce projet fonctionne en collaboration avec le projet PrimeGrid, qui effectue la plupart des tests LLR.

## Progrès
Le 15 janvier 2007, dans le cadre de TPS, le Français Éric Vautier a trouvé un couple de nombres premiers jumeaux, 2 003 663 613 × 2195 000 ± 1, de taille record à l'époque : 58 711 chiffres décimaux.
Le 6 août 2009, TPS et PrimeGrid ont annoncé un nouveau record : 65 516 468 355 × 2333 333 ± 1, de 100 355 chiffres. Le plus petit de ces deux nombres premiers devint alors le plus grand nombre premier de Chen connu.
Le 25 décembre 2011, Timothy D. Winslow a battu ce record, avec le couple 3 756 801 695 685 × 2666 669 ± 1, de 200 700 chiffres.

## Efforts en cours
En date de 2010, TPS a trois sous-projets, consistant à chercher les nombres premiers jumeaux d'une forme ou d'une taille particulière : de la forme k×2390 000 ± 1, ou ayant entre 144 500 et 150 500 chiffres, ou — Operation Megabit Twin — de la forme k×21 000 000 ± 1.